# Џомонска керамика
Џомонска керамика (縄文式土器) представља скуп различитих стилова керамике заступљених током јапанског неолитског периода џомона, који је трајао од 14.000. године п. н. е.- 300. године п. н. е. Сам назив џомон (縄文 - у буквалном преводу шаре ужета), добио је име по карактеристичним шарама ствараним утискивањем ужета у свежу глину која би се затим пекла на температури од 600 до 900 °C.
Керамика џомона се одликује низом карактеристика које обезбеђују признање њене припадности јапанској уметности и сведочи о детаљној разради и развијености стила, показује сталну промену традиционалног стила, од ранијих па до каснијих периода, и самим тим и о постојању дугог низа ствараоца.
Џомонска керамика древног Јапана, сматра се једном од најстаријих на свету. Неки од ових примерака датирају чак из 12.700. године п. н. е.; старости утврђене путем радиометријских испитивања. Многи сматрају да џомонска керамика потиче из још ранијих времена, чак од 14,000. п. н. е.; међутим, због бројних амбивалентности у процесу утврђивања старости керамике, није могуће одредити тачан датум.
Већина нађених посуда датира из каснијих раздобља џомонског периода, иако се могу наћи и оне са самог почетка.

## Подела унутар Џомонског периода
Главна подела унутар џомонског периода заснива се на типовима керамике који формирају иницијални период и пет фаза развоја.
1. Иницијални џомон (10.750 - 7.500 год. пре. н. е.)
2. Најранији џомон (7.500 - 5.000 год. пре. н. е.)
3. Рани џомон (5.000 - 3.500 год. пре. н. е.)
4. Средњи џомон (3.500 - 2.400 год. пре. н. е.)
5. Касни џомон (2.400 - 1.000 год. пре. н. е.)
6. Завршни џомон (1.000 - 300 год. пре. н. е.)

## Типови џомонске керамике
Упркос разноликости и безбројним могућим варијацијама у типолошком смислу, археолози су ипак пронашли начин да успоставе релативно фиксне норме класификације керамике периода џомон.
Од џомонских предмета, односно посуда нађених у области Канто, могу се издвојити пет великих и скоро тридесет мањих етапа развоја облика и форми керамике
- Игуса - керамика најстаријег џомонског периода; њему припадају: даимару, нацушима, инаридаи, хирашика, мито, тато1, тато2, шибонћи, кајама керамика.
- Горјодаи, Кацусака - посуде средњег периода, које обухватају атамадаи, касори Е1, касори Е2.
- Посуде касног периода - хориноући 2, касори Б1, касори Б2, касори Б3, сонеја, јасујуки 1, јасујуки 2.
- Посуде најкаснијег периода - јасукуки 3а, јасујуки 3б, јасујуки 3ц.

Ове називе дали су археолози према именима насеља у близини којих су пронађени наведени локалитети. Све ово нас доводи до закључка да се облик посуда керамике џомона мењао током времена, при чему је тај процес био дуготрајан.

## Основне карактеристике
Већина керамике џомонског периода има обло дно и посуде су обично мале величине. Ово указује на то да су вероватно коришћене за кување хране и биле практичне за смештање у ватру. Керамика познијег џомона је доста боље израђена а рубови и ивице су сложенији и декорисани са више вештине.
У најранијем периоду посуде су имале једноставну шару, која се на површину посуде наносила предметом налик на уврнуту нит. У раном период посуда добија праву конопчану шару, добијајући при том све сложенији облик. У средњем период то је већ посуда са украсима рељефног облика, са декоративним отворима на горњем делу. У касном и најкаснијем периоду јављају се различити предмети: дубоки лонци, зделе, лонци на постољу, тањири, глинени чајници, кадионице, које су по свом облику И по орнаментима веома разноврсни. Разноврсност облика израде керамике џомона, а и развијене технике обраде камена који су омогућили прављење отвора у тврдом материјалу, дају основу за претпоставку да је у тој епохи већ постојала развијена висока технологија уметничке обраде предмета, што представља једну од карактеристика периода Џомон.
Утискивање конопца на површински део глинене посуде је коришћено као начин украшавања највећег дела керамике неолитског периода на територији јапанских острва. Промене од најраније фазе када је конопчана шара наношена вертикално И то само једним конопцем, до фазе када је конопац увртан и котрљан на површини глинене посуде остављајући шару која подсећа на отисак рибље кости, карактерише рани џомонски период. Декорисање керамике у средњем џомонском периоду карактерише дијагонална линија украшавања што овој керамици даје тон геометријски украшене керамике. Касни период Џомон донео је стил који се проширио у све крајеве Јапана и за који је карактеристично било наношење шаре у више праваца истовремено, или као шара „текуће воде”, или кратким ротацијама конопца које су по наношењу облаш брисане, те је тако овај тип шаре довио назив „избрисана шара конопца”.

## Канто регија и технике украшавања
Иако су фазе Џомона генерално прихваћене као сукцесивне, њихова заступљеност није била правилна и обавезна тј. зависила је од територије. Заправо, ниједна регија осим Канто равнице не пролази правилно кроз ове фазе. У неким крајевима Јапана, стандардне методе утискивања конопчане шаре остају опште прихваћене током готово целог периода џомонске керамике, док се у неким областима, попут регије Тохоку, примењују многе експерименталне и необичне технике украшавања.
Најранији доминантни модел украшавања у јужном Јапану био је ротационо утискивање изрезбареног дрвеног штапића преко површине влажне глине. Примењује се на једном од најранијих типова посуда – посудама са шпицастим дном, пронађеним на локалитетима острва Кјушу. Ова техника се примењује и на керамичким посудама са равним дном, осим у централном планинском и западном делу регије Кансаи.
Нова открића керамике на острву Хокаидо 1956. као и касније откривени предмети на локалитетима Хаћинохе, префектура Аомори и регије Тохоку доказују знатно проширенију дистрибуцију керамике украшене утискивањем изрезбареног дрвеног штапића. Како је ова техника продирала у Канто равницу, тако се ширила и у друге делове Јапана. Цик-цак шара је једна од првих и најраспрострањенијих шара унутар саме технике, а друге присутне варијанте украшавања доприносе богатству поменуте технике.
Савременик технике утискивања изрезбареног дрвеног штапића на острву Хоншу јесте техника украшавања утискивањем шкољки и ранији облици утискивања конопца. Остављање шкољчаних отисака је било распрострањено и може се приметити на југозападном делу острва Кјушу и на локалитетима широм регије Кансаи.
Најраније фазе керамике у регији Канто равнице, јесу са примесама влакана ради повећане чврстоће. На северу се прелаз са додавања влакана на додавање песка глини дешава у периоду када грнчари почињу да производе посуде цилиндричне форме (Енто).
Уз развој Секијама грнчарије, која је бивала украшавана само у пределу доње две трећине посуде, развија се и техника украшавања бамбусовим штапићем, који је на крају морао бити расцепљен на два дела, стварајући тако две паралелне линије. Украшавање расцепљеним бамбусовим штапићем, или можда чак и ноктима карактеристично је за рани период Џомон, од регије Ћугоку, па све до регије Тохоку.

## Кацусака керамика
Керамика џомонског периода се разликовала од периода до периода, као и од регије до регије.Тако су за Средњи Џомон најкарактеристичније керамике Кацусака и Атамадаи.
Керамика Кацусака се развијала у планинским пределима, те је имала доста ловачких мотива.За разлику од ње, керамика Атамадаи, која се развијала на приобалним равницама, имала је изражене рибарске мотиве. Кацусака и Атамади керамике су биле сличне, али се ипак Кацусака керамика сматрала вештијом.Кацусака керамика је била толико изузетна за то време, да су је прозвали „најсавршенијом керамиком средњег џомонског периода”. А неки су је чак и поредили са чувеном минојском керамиком са острва Крит.Притом се мора узети у обзир да је минојска керамика настала око 2000 година касније, те да се Кацусака керамика са правом може сматрати изванредном.
За време Кацусака керамике настају многобројне поуде и украси најразличитијих облика и величина. Између осталог, тад су се користиле чиније, пехари, чаше, лонци, као и посуде за чување хране.Украси су се урезивали или лепили на посуде(као у Секијама керамици) и то обично око њеног отвора или, пак, понекад и по читавој (спољашној) површини. Често су се могли наћи и рељефни украси у облику ручица са животињским људским главама (ово је такође једна од карактеристика Секијама керамике). По свему судећи, Кацусака керамика је много наликовала Секијама керамици из Раног Џомон периода, с тим што је била доста комплекснија.
Керамика Кацусака, која припада периоду средњег џомона, препознатљива је по слободи опхођења са формом посуде и украсима на посуди и типично неолитском симболиком, пуном дубоког садржаја. Карактер ових посуда говори о постојању ритуала који су били космогонијске садржине.
Није јасно могуће одвојити ритуалне посуде од неритуалних, само је некад могуће бити сасвим уверен у њихову ритуалност. Свака посуда је могла да буде ритуална, могла је да се користи при вршењу обреда, свака посуда је могла да буде од ритуалног значења.
Кацусака посуде су прављене ручно и украшаване биљним и геометријским орнаментима што јасно приказује њихову повезаност са људима тог времена и њиховим животним стилом.

## Фигурине
Земљорадња представља материјалну основу пораста социјалне улоге жене што се посебно огледа у појави женских глинених фигура – догу. По археолошким налазима, глинене фигуре су улазиле у инвентар скоро сваког домаћинства и сматра се да су биле од посебног значаја за женске чланове домаћинства као симболи плодности и као амајлије које је требало да их штите при порођају. Једна фигурина пронађена на локалитету Нагасаки била је испечена са једном кости детета утиснутом у њу, што је вероватно знак молбе божансту плодности за потомство. У префектури Нагано, били су пронађени каменчићи постављени у круг у чијем се центру налазила фигурина. На локалитету Косиго, такође у префектури Нагано, пронађене су две фигуре окружене каменчићима који формирају гробницу.
Неке фигурине периода Џомон пронађене су укопане у плитке јаме и прекривене великим камењем, биле су окружене са три камена у пределу главе и рамена, а глава им је била окренута ка северу. Премда је број фигурина пронађених у овим околностима мали, он указује на њихов значај и потенцијално значење за џомонски народ. Фигурине су често имале пробушиване уши, а касније су биле су бојене у црвену боју. Колико су често оне биле у употреби у свакодневном животу говори нам чињеница да су на многим фигуринама површни слојеви декорације скоро потпуно истрошени.
Фигурине су биле предмети од великог значаја, до те мере да се могу сматрати чак Пенатима Џомон друштва, који су касније еволуирали у Аину божанства куће и дома. Све фигурине са локалитета Хираиде биле су пронађене у једном станишту. Међутим, не може се тврдити да је оно било кућа шамана или шаманке због недовољно разликовања са осталим кућама са истог локалитета, а у исто време није ни вероватно да се ради о некој врсти радионице у којој би се израђивале саме фигурине, због недоследности у њиховој изради. Претпоставља се да се ради о грађевини која је одвојена од заједнице ради специфичне намене, као на пример за порођај жена, о каквим кућама налазимо податке у раној јапанској књижевности. Такође је утврђено да је ова кућа била спаљена, а стручњеци тврде да је вероватно у питању била нека врста ритуалног спаљивања ради прочишћења.
Најстарија фигурина пронађена је на локалитету Ханава-даи у префектури Ибараки. Фигурина је спљоштена по форми и припада иницијалном џомонском периоду. Налази фигурина из иницијалног периода су ретки, а у раном периоду не постоје. Међутим, налази средњег периода постају многобројни, па због тога неки научници сумњају у континуитет стварања фигура у џомонском периоду. Без обзира на тачност ове теорије, проучавање еволуције фигурина џомонског периода је свакако тежак задатак.
Облици најстаријих фигурина из средњег периода џомона понекад указују на тотемску природу. После такве фазе, фигурине попримају хуманоидни облик. Форма им је обично једноставна, а полне карактеристике нормално изражене. За то време се у северном Јапану јављају фигурине које имају само торзо, а у централном и планинском јапану фигурине чије је тело у облику звона да би могле самостално да столе. Екстремитети су им одвојени а груди висеће.
Карактеристична фигура овог периода је она нађена а Сатохара локалитету у префектуру Гунма, чија је глава у облику срца, леђа благо повијена, а екстремитети одвојени од тела.
При крају касног џомонског периода, јављају се фигурине са приказима трудноће. Груди и стомак су им били непропорционално повећани, очи су им биле округле, нос им се стапао са образима, уста им била осликавана конопцем, а вилица наглашена од ува до ува.